# Begonia polygonoides
Espèce
Synonymes
- Begonia cataractarum J.Braun & K.Schum.[1]
- Begonia epilobioides Warb.[1]
- Begonia rhipsaloides A.Chev.[1]

Begonia polygonoides est une espèce de plantes de la famille des Begoniaceae.
L'espèce fait partie de la section Tetraphila.
Elle a été décrite en 1871 par Joseph Dalton Hooker (1817-1911).

## Répartition géographique
Cette espèce est originaire des pays suivants : Cameroun ; Cote D'Ivoire ; Gabon ; Ghana ; Guinée ; Libéria ; Nigéria ; Zaire.